# 鄭麟趾

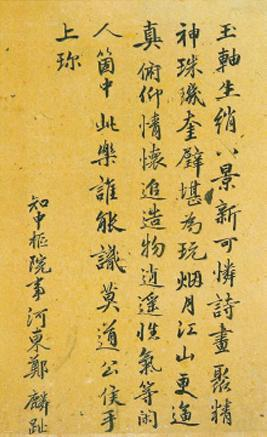
鄭麟趾的书艺作

鄭麟趾（1396年—1478年），字伯雎（백저），號學易齋（학역재），本貫河東鄭氏，朝鮮王朝初期文臣及學者、理學家，曾於世宗時期負責教育工作，亦是《訓民正音》（훈민정음）的八位編者之一。

## 生平
癸酉靖難時（1453年），因協助世祖參贊決策，拜議政府右議政，賜推忠衛社協贊靖難功臣號，封河東府院君。世祖即位後（1455年），陞領議政，賜同德佐翼功臣號。1456年遞封府院君，尋復拜領議政。1458年遞封府院君，世祖嘗與麟趾論儒釋是非，忤旨謫扶餘縣，踰月召還，封府院君。1465年，七十歲的鄭麟趾請求致仕，世祖不同意，並賜其几杖。睿宗時，南怡謀逆伏誅，賜定難翊戴功臣號，成宗即位，賜純誠明亮經濟佐理功臣號，成宗九年過世，享年83歲，諡文成。

## 家族
祖先鄭芝衍為高麗僉議贊成事，父親鄭興仁官拜石城縣監，中朝鮮太宗十四年（1411年）甲午式年榜乙科一等狀元。其次子鄭顯祖是朝鮮的駙馬都尉，朝鮮世祖的次女懿淑公主之婚。

## 著作
- 《高麗史（고려사）》
- 《高麗史節要（고려사절요)》
- 《訓民正音（훈민정음）》八位編者之一
- 《訓民正音解例》
- 《龍飛御天歌》

## 影视形象
- 《根深蒂固的树》（另名：《树大根深》）
赫权 飾演 鄭麟趾
- 《王的文字》，2019年韓國電影
崔德文 飾演 鄭麟趾